# Дюпон, Джон
Джон Элютер Дюпон (англ. John Eleuthère du Pont; 22 ноября 1938, Филадельфия, Пенсильвания — 9 декабря 2010, State Correctional Institution – Laurel Highlands, Пенсильвания) — американский бизнесмен, член известного рода Дюпон. Был также известен как орнитолог, филателист и филантроп, а в вольной борьбе — в качестве тренера, спонсора и владельца клуба борьбы «Foxcatcher». Осуждён за убийство третьей степени олимпийского чемпиона по вольной борьбе Дэвида Шульца в 1996 году.

## Биография
Джон Дюпон родился в Филадельфии, штат Пенсильвания. Его родители поженились 1 января 1919 года в Роузмонте (штат Пенсильвания).
Его дед по материнской линии, Уильям Лайстр Остин, генеральный директор компании «Болдуин Локомоушн Воркс», сделал молодой семье свадебный подарок — 242 акра. На этом участке в 1922 году Уильям Дюпон-старший построил «Liseter Hall» — роскошное 3-этажное здание в стиле штата Джорджия.
Родители обеих семей иммигрировали в США в начале XIX века. Джон Дюпон был младшим из 4 детей, у него было 2 сестры — Жан Дюпон Макконнелл и Эвелин Дюпон Дональдсон и брат — Генри Дюпон.
Джон окончил школу «Хейврфорд» в 1957 году. Учился в колледже в Майами (штат Флорида). Окончил Университет Майами в 1965 году, получив степень бакалавра в области зоологии. Получил докторскую степень в области естественных наук в Университете Вилланова в 1973 году.
3 сентября 1983 года женился на враче Гейл Уэнк, но брак распался через 90 дней совместной жизни.
Дюпон поддерживал развитие вольной борьбы в Болгарии. Являлся спонсором многократного чемпиона мира и олимпийских игр Валентина Йорданова.

### Убийство Дэвида Шульца и судебный процесс
26 января 1996 года Дюпон убил выстрелом Дэвида Шульца на набережной в своём особняке, как свидетельствовали впоследствии жена Шульца и руководитель охраны Дюпона. Начальник службы безопасности сидел на заднем сиденье в автомобиле Дюпона, в то время как тот трижды выстрелил в Шульца. Полиция так и не установила мотивов преступления. Дюпон и Шульц были друзьями.
После преступления мультимиллионер укрылся в своём особняке, закрыл все входы и вёл переговоры со своим адвокатом. Также на последний звонок своему адвокату Дюпон заявил, что является Иисусом, и если умрёт он, то погибнет и вся Земля. Полиция не применяла силу для задержания. Дюпон был арестован, когда вышел на улицу включить отопление.
Во время процесса психиатры утверждали, что Дюпон страдает параноидной шизофренией. Он считал, что Шульц был в сговоре с целью убить его. Поэтому он якобы спрятал бритвы дома на чердаке.
Защищая Дюпона, его друзья в суде говорили, что использование огнестрельного оружия было нехарактерно для него. Триатлонистка Джой Хансен Лойтнер, которая жила в течение двух лет в доме Дюпона, заявила тогда, что он ей помог пройти очень трудный период её жизни в середине 1980-х годов, и он не мог совершить это убийство.
Защита настаивала на «невиновности по причине безумия». Присяжные всё же объявили Дюпона виновным в убийстве «третьей степени», но подчеркнули, что он был психически больным. В Пенсильвании подобное обвинение является мягким по сравнению с убийством второй и первой степени и указывает на отсутствие умысла. В уголовном кодексе штата термин «безумие» относится к человеку, чья «болезнь или дефект» не даёт ему возможности анализировать свои поступки и понимать их. На основании решения «виновен, но с психическими проблемами» присяжные дали судье Патрисии Дженкинс право выбрать срок осуждения: от 5 до 40 лет.
В 2000 году Верховный суд США вынес приговор — 30 лет заключения (до 29 января 2026 года). Вдова Дэвида Шульца, Нэнси Шульц, и двое их детей получили несколько миллионов долларов компенсации после долгих споров.
В 2010 году Третий американский апелляционный суд Филадельфии отклонил все попытки обжалования приговора. Адвокаты осуждённого утверждали, что Дюпон принимал болгарский препарат «N-butyl scopolamine», использование которого может осложнить душевное заболевание, но на предыдущих процессах защита не принимала это во внимание. Вероятно, защита имела в виду болгарский препарат «Buscomed», который является вспомогательным спазмолитиком, а активным ингредиентом является Butylscopolamine.
Умер 9 декабря 2010 года в американской тюрьме в Пенсильвании. Причина смерти — хроническая обструктивная болезнь лёгких.

## В культуре
- 2014 — «Охотник на лис» — Стив Карелл.